# Hanashiro Chomo
Hanashiro Chomo (em japonês:  花城 長茂, Chõmo Hanashiro) foi um mestre de caratê. Nasceu em Oquinaua, em 1869. Logo cedo, na infância, tornou-se aluno do renomado mestre Bushi Matsumura, do estilo Shuri-te. Além de reconhecido experto em artes marciais, Chomo foi o primeiro a usar formalmente o kanji kara (空) em vez de «to» ou «tang» (唐), termo pelo qual a arte marcial de Oquinaua ficou conhecida: «karate».

## Biografia
Hanashiro Chomo começou a prática de caratê sob os auspícios de Sokon Matsumura. Este, já em avançada idade, legou seu mister a Anko Itosu, sob quem Hanashiro prosseguiu seu aprendizado marcial. Diferentemente de Matsumura, Itosu tinha por fito promover o caratê como modalidade de desenvolvimento físico e social na rede pública de ensino de Oquinaua, influenciado Hanashiro, que até o nefasto nojo do renomado foi seu principal pupilo e bedel, por volta de 1915.
Já no quartel inicial do século XX, Chomo era reconhecido como grande experto em caratê, sendo ainda pioneiro no ensino da arte marcial no sistema educacional indígena, em Oquinaua. Além das contribuições técnicas, marcante na história ficou o emprego da palavra «karate» para denominar sua arte marcial, na publicação de 1905 «Karate Kumite», quando formalmente abandona o emprego do kanji (唐) por (空). Ambos podem soar como «tang», pero o último quer significar também vazio e deixa a referência à dinastia sínica um tanto mais distante.